# Khorata schwendingeri
Khorata schwendingeri är en spindelart som beskrevs av Huber 2005. Khorata schwendingeri ingår i släktet Khorata och familjen dallerspindlar. Inga underarter finns listade i Catalogue of Life.